# Bziny
Bziny jsou obec na Slovensku, v okrese Dolný Kubín v Žilinském kraji, na Oravě. Žije v ní 598 obyvatel. Přes obec vede železniční trať Kraľovany–Trstená.

## Historie
Vesnice byla založena v roce 1345 a z tohoto roku pochází také první písemná zmínka. V té době patřila k panství Oravského hradu. Během kuruckých válek v 17. století vesnice zpustla. Kromě zemědělství a chovu dobytka se obyvatelé věnovali i kamenářství: vyráběli kamenné dlaždice, brusky a náhrobní kameny. Obyvatelé vesnice se podíleli na založení Pucova, Pribiše a Pokryváče. Bziny ležely u hlavní královské cesty. V roce 1993 se obec Bziny odčlenila od města Dolný Kubín a stala se samostatnou obcí.

## Geografie
Obec se nachází v nadmořské výšce 502 metrů a rozkládá na ploše 5,842 km². Tok řeky Oravy je součástí chráněného areálu Rieka Orava.

## Pamětihodnosti
- Kostel Neposkvrněného Početí Panny Marie: katolický, klasicistní z roku 1805–1811
- Kaple u cesty směrem na Kňažiu z konce 18. století